# 지묘인 모토코
지묘인 모토코(일본어: 持明院 基子 じみょういん もとこ[*], 생년 미상 - 간에이 21년 1월 2일 (1644년 2월 9일))는 에도 시대 초기의 여성이다. 고요제이 천황의 텐지이다. 아버지는 종2위 곤츄나곤 지묘인 모토타카이다. 초명은 타카코(孝子)이다. 사이쇼노나이시노스케(宰相典侍), 다이나곤노나이시노스케(大納言典侍)로 불렸다.
고요제이 천황을 섬겨, 게이초 4년 (1599년) 8월, 코토노나이시가 되었다. 게이초 7년 (1602년) 10월 3일, 교넨 법친왕을 낳았다. 게이초 14년 (1609년), 천황의 책망으로 궁중에서 퇴출되었다가, 그 해 8월, 다시 부름을 받아 궁에 들어갔고, 텐지가 되었다. 그러나 다음 날인, 게이초 15년 (1610년) 12월, 다시 책망을 받아 퇴출되었다. 게이초 17년 (1612년)에 출가하여, 료세이인(了性院)이라 칭하고, 교넨 법친왕이 몬제키로 있던 묘호인 영지 내에 저택을 짓고, 지행 120석을 부여받았다.
간에이 20년 (1643년)에 이 땅에 사찰을 건립하고, 지행 120석을 그 사령으로 삼을 것을 도후쿠몬인을 통해 고미즈노오 상황에게 건의했다. 상황은 승낙하였고, 이 땅을 딸인 타니노미야에게 상속받게하였다. 이 땅은 후에 레이칸지이다. 이듬해인 간에이 21년 (1644년) 1월 2일에 사망했다. 묘소는 교토의 로잔지이다.